# 보르고아모차노
보르고아모차노(이탈리아어: Borgo a Mozzano)는 이탈리아 토스카나주 루카도에 있는 코무네이다. 세르키오 강에 위치해 있다.

## 역사
879년에 처음 언급되었다. 이후 소프레딘기(Soffredinghi) 가 소유로 있다가, 루카 공화국으로 넘어갔다.
루카 공화국이 멸망한 후, 토스카나 대공국에 속했다가 1860년부터 이탈리아로 편입됐다.

## 자매 도시
- 스페인 마르토렐
- 노르웨이 올레순